# Клан Макайвер

Хрест клану МакАйвер.

Герб вождів клану МакАйвер.

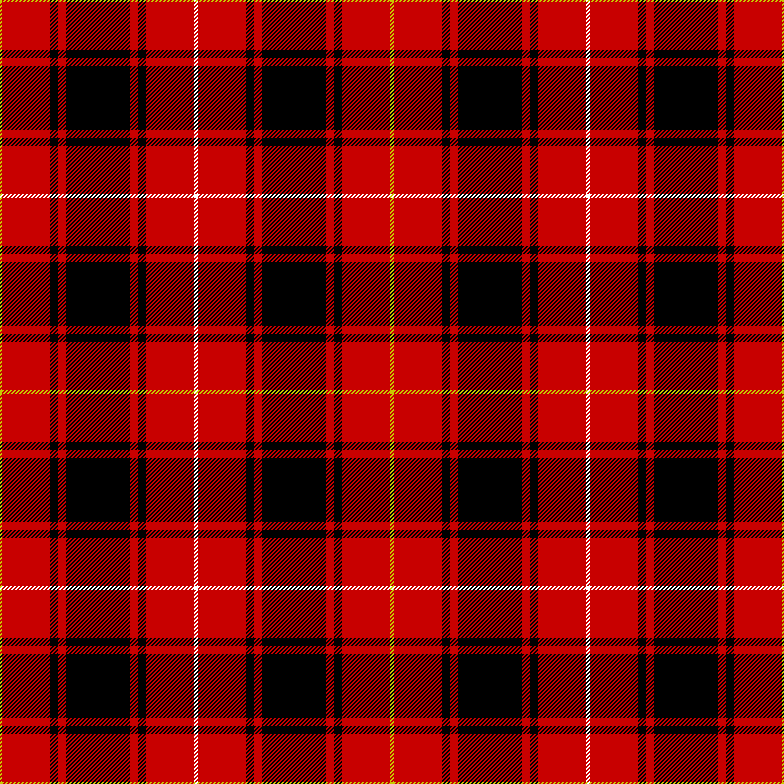
Тартан клану МакАйвер.

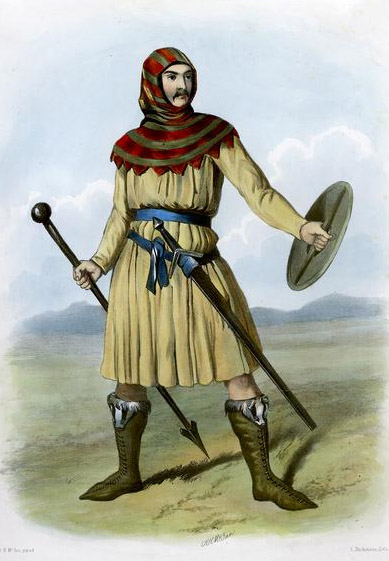
Воїн клану МакАйвер. Малюнок художника Р. Р. МакЯна 1845 року.

Клан МакАйвер — (шотл. — Clan MacIver, гельск. — Clan MacÌomhair) — він же: клан МакЙомайр, клан Айвер, — один з гірських кланів Шотландії. Щодо вождя клану є певні дискусії, тому клан офіційно вважається «зброєносцем» (так називають клани, що не мають вождів). Клан є чисто кельтського (гельського) походження але назва клану має скандинавські корені. Різні форми назви МакАйвер вважаються назвами септ кланів МакКензі та Кемпбелл. Томариство клану макАйвер існує в землі Файф (Шотландія).

### Історія клану МакАйвер

#### Походження назви клану МакАйвер
Назва клану МакАйвер є англомовним перекрученням кельтської (гельської) назви МакЙомайр (шотл. гельск. — Clan MacÌomhair), що походить від давньоскандинавського імені Іварр (норв. — Ivarr). Перша згадка в літописах цього клану відноситься до 1292 року — згадується шериф Аргайлу та Лорна Малкольм МакІвір (шотл. — Malcolm McIuyr).

#### Походження клану МакАйвер та клан Кемпблелл
Згідно з Алістайром, клан МакАйвер походить з гілки (септи) клану Кемпбелл, яка називалась Кемпбелл Айрд. Це видається історикам малоймовірним. Є думка, що клан Кемпбелл навмисно заплутав це питання. Колись вождь клану Кемпбелл звертався до герольдів визнати його вождем клану МакАйвер, але йому було відмовлено в цьому. Також історики дуже сумніваються, що септа Кемпбелл Айрд та МакАйвер мають спільне походження.
Кемпбелли вважали, що клан МакАйвер виник в землі Гленліон і оселився в землі Аргайл в 1222 році. Згідно з іншою версією клан МакАйвер походить від Дункана — лорда Лохоу. Згідно з легендою, оплотом клану МакАйвер була фортеця Дун Мор, розташована недалеко від Лохгілфед.
Згідно з іще однією версією, клан походить від Івера — одного з позашлюбних синів Коліна Маола Маха (гельск. — Colin Maol Math). Його мати була дочкою Суїбне — будівничого та володаря замку Свін. Він походив з племені Антрохан (гельск. — Anrothan), що володіло землями Ковал, Глассері, Нейпдейл. Від Суїбне веде свій родовід також клан МакСвін.
Головними септами клану МакАйвер були МакАйвер Лергахонзі та МакАйвер Строншіра. Клан МакАйвер був володарем замку Інверарі, де знаходився камінь, що позначав кордон між землями кланів МакАйвер та МакВікарс.
У червні 1564 року в Данун відбулась угода між Айвером МакАйвером Лергахонзі та Арчібальдом Кемпбеллом. Згідно з цією угодою граф Аргайлу відмовлявся від імені МакАйвер і всіх символів клану в обмін на певну суму грошей. Відтоді вважалося, що Кемпбелл та МакАйвер є одним кланом.

#### Північні МакАйвери
Згідно з історичними переказами клану МакКензі, клан МакАйвер мав землі в Вестер Росс. Джордж МакКензі — І граф Кромарті в книзі «Історія клану МакКензі» згаду клан МакАйвер. Він пише, що клани МакАйвер, МакАула, МакБолан, Тарліх були давніми жителями Кінтайру і всі вони походять від вікінгів (що сумнівно).
Люди з клану МакАйер з Вестер Росс брали участь у битві під Беллах нам Бройг (гельск. — Bealach nam Broig), що велась між різними шотландськими кланами на землях Росс проти графа Росс у 1452 році. Роберт Гордон з Гордонстауна писав у XVII столітті, що клани Росс складаються з кланів Югер, Талвіг, Лейве (шотл. — Clan Juer, Clan Talvigh, Clan Leajwe). За словами Роберта Гордона клани Манро та Дінгвалл виступили проти вищезгаданих союзних кланів і билися з ними під Беллах нам Бройг між Феррін Дональд та Лох Брум. І клани Айвер, Талвіх, Лайве були перебиті.
Історик Вільям МакКнзі (XX століття) писав, що в горах Шотландії у 1750 році були найбільш чисельними клани МакАйвер, МакАулай, Моррісон, але всі вони називали себе МакКензі і що вони оселилися на острові Левіс до прибуття туди власне МакКензі. Клан МакКензі взяв під свій контроль острів Левіс у XVI столітті.
Як мешканці графства Сеафорс ці жителі острова Левіс (Л'юїс) підпорядковувались клану МакКензі. Вільям МакКензі — V граф Сеафорс вирішив підтримати повстання якобітів у 1715 році. Зберігся список його офіцерів — 16 жителів острова Левіс. З них двоє були МакАйвер — лейтенант Кеннет МакАйвер Брагар, прапорщик К. МакАйвер Калланіш.

### Символіка клану МакАйвер
На знаках клану МакАйвер міститься напис: «Я ніколи не забуду», голова кабана Ора. Це дуже схоже на символіку клану Кемпбелл і означає, що клан МакАйвер підпорядкований клану Кемпбелл. Тартан клану МакАйвер дуже схожий на тартан клану МакФі.